# Edenspring
A Edenspring Investments plc foi uma empresa de investimentos que adquiriu em 1983 o controle da Oric da Tangerine Computer Systems. Na época, seus diretores eram Peter Jones e Nicholas de Savary.